# Autostrada M20
Autostrada M20 (ang. M20 motorway) – brytyjska autostrada znajdująca się w hrabstwie Kent. Stanowi połączenie autostrady M25 i Londynu z Folkestone, Eurotunelem i portem w Dover.

## Trasy europejskie
Mimo braku oznakowania, autostrada jest fragmentem trasy europejskiej E15. W czasach funkcjonowania dawnego systemu tras europejskich (1950 – 1985) wraz z drogą A20 była częścią nieistniejącej już międzynarodowej arterii E2.

## Historia
Autostrada M20, tak jak większość brytyjskich autostrad, była oddawana do ruchu etapami:
- węzeł 5 – węzeł 7, otwarty w roku 1960,
- węzeł 7 – węzeł 8, otwarty w roku 1961.

Te odcinki autostrady były znane jako obwodnica Maidstone (ang. Maidstone Bypass). Wówczas droga była oznakowana jako A20(M), omijając miejski odcinek drogi A20, który otrzymał nowe oznaczenie A2020. Był to pierwszy fragment autostrady otwarty na południe od Londynu.
Pierwsze plany zakładające budowę obwodnicy Maidstone pojawiły się już w latach 30., które w latach 50. określały wybudowanie drogi o parametrach autostrady. Kiedy autostrada została wydłużona w latach 70. w stronę Londynu, jej numer uległ zmianie na M20, natomiast drodze A2020 został przywrócony poprzedni numer – A20.
- węzeł 3 – węzeł 5, otwarty w 1971
- węzeł 1 – węzeł 2, otwarty w 1977

Ten odcinek kończył się tymczasowym węzłem w pobliżu West Kingsdown.
- tymczasowe zakończenie przy węźle 3, otwarte w 1980

Budowa tej części autostrady była trudnym przedsięwzięciem ze względu na ukształtowanie terenu przy North Downs.
- około 300-metrowy odcinek na zachód od węzła 11 – węzeł 13, otwarty w 1981 po wybudowaniu przez firmę McAlpines
- węzeł 9 – ok. 300 m na zachód od węzła 11, otwarty w 1981 po budowie przez firmę Dowsett

Odcinek koło Ashford (węzły 9 – 10) pierwotnie stanowił obwodnicę Ashford (ang. Ashford Bypass) w ciągu A20, a jego budowa rozpoczęła się jeszcze przed II wojną światową. Mimo to, droga została otwarta dopiero 19 lipca 1957 r.
Obwodnica rozpoczynała się w Willesborough w pobliżu obecnego węzła nr 10 i kończyła się na południe od współczesnego węzła nr 9, w miejscu obecnego Drover's Roundabout. Fragment starej drogi jest nadal widoczny i obecnie nazywa się Simone Weil Avenue. Pierwotny wiadukt przenoszący drogę Canterbury Road ponad obwodnicę jest wciąż widoczny, jako że nie został przebudowany w trakcie powstawania autostrady. Ta część M20 nie ma pasa awaryjnego, wskazując na mniejszą szerokość starej trasy.
Rezultatem było istnienie dwóch niezależnych od siebie części autostrady z 14-milową (23 km) „przerwą” w ciągu A20 – w okolicy było to nazywane Brakującym Połączeniem (ang. The Missing Link). Większość podróżnych udających się do portów nad kanałem La Manche wybierała trasę A2/M2. Gdy Eurotunel był gotowy do rozpoczęcia budowy, podjęto decyzję o dokończeniu M20 pomiędzy węzłami nr 8 i 9 i odcinek ten został udostępniony dla ruchu w 1991 r. Z kolei w 1993 r. otwarto przedłużenie autostrady do Dover, jako część A20. Utworzono także nowy węzeł (11A), w celu obsługi tunelu.